# Go Tv
Go Tv je Primorska regionalna televizijska postaja s sedežem v Novi Gorici. Je vidna v omrežjih Ka-Te Nova Gorica, Proteus Postojna, Siol TV, T-2 in Amis. Deluje 24 ur, ko ni programa, pa se vrtijo videostrani z najrazličnejšimi informacijami. Postaja predvaja oddaje z lokalno tematiko ter športne, kulturne in glasbene oddaje.